# Chelonus tedzhenicus
Chelonus tedzhenicus är en stekelart som först beskrevs av Vladimir Ivanovich Tobias 1997.  Chelonus tedzhenicus ingår i släktet Chelonus och familjen bracksteklar. Inga underarter finns listade i Catalogue of Life.